# Huétor Santillán
Huétor Santillán ist eine Gemeinde in der Provinz Granada, Spanien. Ihr Gebiet liegt am Fuß der Sierra de Huétor, zwischen Gebirgszügen der Sierra Arana und der Sierra de la Alfaguara.
Haupttourismusattraktion ist die Inkarnationskirche aus dem 16. Jahrhundert.